# Marvin & Chardonnay
"Marvin & Chardonnay" é uma canção pelo rapper e compositor americano Big Sean. Foi lançada como o segundo single do seu álbum de estreia, Finally Famous. Apresenta os vocais dos também rappers Kanye West e Roscoe Dash. Foi escrita por Big Sean, Kanye West, Pop Wansel e Roscoe Dash e produzida por Mike Dean e por Wansel. No refrão de "Marvin & Chardonnay", Roscoe Dash referencia o cantor de R&B e soul Marvin Gaye e vinho branco chardonnay.

## Desempenho nas tabelas musicais
| País — Tabela musical (2011)                       | Posição de pico |
| -------------------------------------------------- | --------------- |
| Estados Unidos — Billboard Hot 100 (Billboard)     | 32              |
| Estados Unidos — Hot R&B/Hip-Hop Songs (Billboard) | 1 (2 semanas)   |
| Estados Unidos — Rap Songs (Billboard)             | 4               |

## Histórico de lançamento
| Região         | Data                | Formato            | Editora discográfica    |
| -------------- | ------------------- | ------------------ | ----------------------- |
| Estados Unidos | 12 de julho de 2011 | Urban contemporary | G.O.O.D. Music, Def Jam |
| Estados Unidos | 26 de julho de 2011 | Rhythmic           | G.O.O.D. Music, Def Jam |